# Single numer jeden w roku 2021 (Belgia)
Notowania Ultratop 50 Singles dla Flandrii i Walonii, publikowane przez Ultratop w oparciu o cotygodniową sprzedaż singli w tych terytoriach. Poniżej znajdują się tabele prezentujące najpopularniejsze single w danych tygodniach w roku 2021.

## Flandria
| Ultratop 50 Singles – Flandria | Ultratop 50 Singles – Flandria                     | Ultratop 50 Singles – Flandria | Ultratop 50 Singles – Flandria |
| Data                           | Wykonawca                                          | Utwór                          |                                |
| ------------------------------ | -------------------------------------------------- | ------------------------------ | ------------------------------ |
| 2 stycznia                     | Jake Reese i Pommelien Thijs                       | „Nu wij niet meer praten”      |                                |
| 9 stycznia                     | Dua Lipa i Angèle                                  | „Fever”                        |                                |
| 16 stycznia                    | Dua Lipa i Angèle                                  | „Fever”                        |                                |
| 23 stycznia                    | Olivia Rodrigo                                     | „Drivers License”              |                                |
| 30 stycznia                    | Olivia Rodrigo                                     | „Drivers License”              |                                |
| 6 lutego                       | Olivia Rodrigo                                     | „Drivers License”              |                                |
| 13 lutego                      | Olivia Rodrigo                                     | „Drivers License”              |                                |
| 20 lutego                      | Olivia Rodrigo                                     | „Drivers License”              |                                |
| 27 lutego                      | Olivia Rodrigo                                     | „Drivers License”              |                                |
| 6 marca                        | The Weeknd                                         | „Save Your Tears”              |                                |
| 13 marca                       | Nathan Evans                                       | „Wellerman”                    |                                |
| 20 marca                       | The Kid Laroi                                      | „Without You”                  |                                |
| 27 marca                       | Nathan Evans                                       | „Wellerman”                    |                                |
| 3 kwietnia                     | Nathan Evans                                       | „Wellerman”                    |                                |
| 10 kwietnia                    | Riton i Nightcrawlers, gościnnie: Mufasa & Hypeman | „Friday”                       |                                |
| 17 kwietnia                    | Nathan Evans                                       | „Wellerman”                    |                                |
| 24 kwietnia                    | Metejoor, gościnnie: Babet                         | „1 op een miljoen”             |                                |
| 1 maja                         | Riton i Nightcrawlers, gościnnie: Mufasa & Hypeman | „Friday”                       |                                |
| 8 maja                         | Niels Destadsbader i Regi                          | „De wereld draait voor jou”    |                                |
| 15 maja                        | Niels Destadsbader i Regi                          | „De wereld draait voor jou”    |                                |
| 22 maja                        | Coldplay                                           | „Higher Power”                 |                                |
| 29 maja                        | Hooverphonic                                       | „The Wrong Place”              |                                |
| 5 czerwca                      | Olivia Rodrigo                                     | „Good 4 U”                     |                                |
| 12 czerwca                     | Olivia Rodrigo                                     | „Good 4 U”                     |                                |
| 19 czerwca                     | Olivia Rodrigo                                     | „Good 4 U”                     |                                |
| 26 czerwca                     | Olivia Rodrigo                                     | „Good 4 U”                     |                                |
| 3 lipca                        | Olivia Rodrigo                                     | „Good 4 U”                     |                                |

## Walonia
| Ultratop 50 Singles – Walonia | Ultratop 50 Singles – Walonia | Ultratop 50 Singles – Walonia | Ultratop 50 Singles – Walonia |
| Data                          | Wykonawca                     | Utwór                         |                               |
| ----------------------------- | ----------------------------- | ----------------------------- | ----------------------------- |
| 2 stycznia                    | Dua Lipa i Angèle             | „Fever”                       |                               |
| 9 stycznia                    | Dua Lipa i Angèle             | „Fever”                       |                               |
| 16 stycznia                   | Dua Lipa i Angèle             | „Fever”                       |                               |
| 23 stycznia                   | Dua Lipa i Angèle             | „Fever”                       |                               |
| 30 stycznia                   | Dua Lipa i Angèle             | „Fever”                       |                               |
| 6 lutego                      | Dua Lipa i Angèle             | „Fever”                       |                               |
| 13 lutego                     | Dua Lipa i Angèle             | „Fever”                       |                               |
| 20 lutego                     | Dua Lipa i Angèle             | „Fever”                       |                               |
| 27 lutego                     | Dua Lipa i Angèle             | „Fever”                       |                               |
| 6 marca                       | The Weeknd                    | „Save Your Tears”             |                               |
| 13 marca                      | Dua Lipa i Angèle             | „Fever”                       |                               |
| 20 marca                      | The Weeknd                    | „Save Your Tears”             |                               |
| 27 marca                      | The Weeknd                    | „Save Your Tears”             |                               |
| 3 kwietnia                    | The Weeknd                    | „Save Your Tears”             |                               |
| 10 kwietnia                   | The Weeknd                    | „Save Your Tears”             |                               |
| 17 kwietnia                   | The Weeknd                    | „Save Your Tears”             |                               |
| 24 kwietnia                   | The Weeknd                    | „Save Your Tears”             |                               |
| 1 maja                        | The Weeknd                    | „Save Your Tears”             |                               |
| 8 maja                        | Damso                         | „Morose”                      |                               |
| 15 maja                       | The Weeknd                    | „Save Your Tears”             |                               |
| 22 maja                       | The Weeknd                    | „Save Your Tears”             |                               |
| 29 maja                       | The Weeknd                    | „Save Your Tears”             |                               |
| 5 czerwca                     | The Weeknd                    | „Save Your Tears”             |                               |
| 12 czerwca                    | Pink i Willow Sage Hart       | „Cover Me in Sunshine”        |                               |
| 19 czerwca                    | Soso Maness, gościnnie: PLK   | „Petrouchka”                  |                               |
| 26 czerwca                    | Soso Maness, gościnnie: PLK   | „Petrouchka”                  |                               |
| 3 lipca                       | Pink i Willow Sage Hart       | „Cover Me in Sunshine”        |                               |